# Сланцеві бітуми
Сланцеві бітуми –  залишковий продукт комплексної переробки смоли, які одержуюють при газифікації горючих сланців. Сланцева смола, пройшовши вакуумний відгін, утворює різні продукти фракціонування. При температурі вище 325° С утворюються сланцеві мазути та  важкий залишок – бітуми. Останні мають властивості, близькі до нафтових бітумів і кам'яновугільних пеків. Ці зв’язуючі відрізняються високою клеєвою здатністю, твердістю (когезія дорівнює 1,9.105 Н/м²) і гідрофобністю. Вугільні брикети, отримані на сланцевих бітумах, відрізняються підвищеною міцністю, водо- та термостійкістю.